# معبر پنجاب
معبر پنجاب معبری بوده است بر روی جیحون در حدود بلخ و ترمذ نام این معبر بسیار در کتاب تاریخ جهانگشای آمده‌است.